# 塔特定理

若移除正中央的頂點，則此圖分解成三個奇元件，故塔特定理推出此圖沒有完美匹配。（定理中，取為僅含該頂點的一元集。）

在图论中，塔特定理（英語：Tutte theorem）是：
图 {\displaystyle G=(V,E)}有匹配，当且仅当 {\displaystyle {\text{odd}}(G-U)\leq |U|}。
其中 {\displaystyle U\subseteq V}、{\displaystyle \operatorname {odd} (H)}是图{\displaystyle H}的奇数元件的数量（有奇数个頂點的连通元件）。 

## 相关
- 塔特–柏格公式是塔特定理的推广
- 该定理也是赫尔婚姻定理的推广（二分图）

## 阅读
- Bondy, J. A. . New York: American Elsevier Pub. Co. 1976. ISBN 0-444-19451-7 （俄语）.
- Lovász, László. . Amsterdam: North-Holland. 1986. ISBN 0-444-87916-1 （俄语）.